# Chvaleč
Chvaleč (en allemand : Qualisch) est une commune du district de Trutnov, dans la région de Hradec Králové, en Tchéquie. Sa population s'élevait à 658 habitants en 2020.

## Géographie
Chvaleč se trouve à 10 km à l'est-nord-est de Trutnov, à 46 km au nord-nord-est de Hradec Králové et à 128 km au nord-est de Prague.
La commune est limitée par la Pologne au nord, par Adršpach et Jívka à l'est, par Radvanice au sud, et par Trutnov au sud-ouest et à l'ouest.

## Histoire
La première mention écrite de la localité date de 1329.

## Administration
La commune se compose de deux quartiers :
- Chvaleč
- Petříkovice